# 川村健一
川村 健一（かわむら けんいち、1959年8月11日 - ）は、日本の実業家。第2代コンコルディア・フィナンシャルグループ代表取締役社長。第14代横浜銀行代表取締役頭取。元神奈川経済同友会代表幹事。

## 人物・経歴
神奈川県川崎市生まれ。神奈川県立多摩高等学校を経て、横浜国立大学経済学部卒業。藪下史郎ゼミ出身。ピアニストの国府弘子は高校の同級生。
1982年横浜銀行入行。新横浜支店長、統合リスク管理室長、融資部長を経て、2009年綱島支店長兼綱島エリア委員長となるが、心労から気胸に罹患する。監査部長、リスク統括部長を経て、2012年執行役員、2013年取締役、2015年常務執行役員。
2016年には財務省出身の寺澤辰麿前頭取に取り立てられ、生え抜き初の頭取となる。しかし、一方で横浜銀行と東日本銀行の親会社として設立されたコンコルディア・フィナンシャルグループにおいては寺澤辰麿と石井道遠、大矢恭好が代表取締役、川村は取締役となった。
2018年には「クーデター」により天下り排除のため、大矢恭好を後任頭取とし、自身がコンコルディア・フィナンシャルグループ社長となる人事案を断行した。一般社団法人全国地方銀行協会副会長、一般社団法人横浜銀行協会会長等を兼務した。2020年コンコルディア・フィナンシャルグループ取締役。横浜銀行顧問、国際金融情報センター理事、横浜国立大学理事、横浜市民プラザ会長、横浜みなとみらい21理事、関東学院経営協議会学外有識者等も歴任した。

### 経歴
- 1982年（昭和57年）
  - 4月：横浜銀行入行
- 2005年（平成17年）
  - 4月：同統合リスク管理室長
- 2007年（平成19年）
  - 4月：同融資部長
- 2009年（平成21年）
  - 4月：同網島支店長兼網島エリア委員長
- 2012年（平成24年）
  - 5月：同執行役員リスク統括部長
- 2013年（平成25年）
  - 6月：同取締役執行役員
- 2015年（平成27年）
  - 4月：同取締役常務執行役員
- 2016年（平成28年）
  - 4月：コンコルディア・フィナンシャルグループ取締役
  - 6月：横浜銀行代表取締役頭取
- 2017年（平成29年）
  - 6月：全国地方銀行協会副会長[17]
- 2018年（平成30年）
  - 6月：コンコルディア・フィナンシャルグループ代表取締役社長
- 2019年（平成31年）
  - 9月：横浜イノベーション研究会会長[18]
- 2022年（令和4年）
  - 4月：横浜国立大学理事（経営戦略担当）[13]
- 2023年（令和5年）
  - 6月：神奈川新聞社取締役[19]